# Petit-duc de Manado
Otus manadensis
Espèce
Synonymes
- Scops manadensis Quoy & Gaimard, 1830
(protonyme)

Statut de conservation UICN

 LC  : Préoccupation mineure
Statut CITES
Le Petit-duc de Manado (Otus manadensis) est une espèce d'oiseaux de la famille des Strigidae.

## Répartition
Cette espèce vit en Asie du Sud-Est.